# Can Solà (Sant Martí de Llémena)
Can Solà és una masia, conjunt format pel mas, amb la pallissa i l'era, al Pla de Sant Joan del terme municipal de Sant Martí de Llémena declarada bé cultural d'interès nacional.
El mas està format per diversos cossos rectangulars, tots ells d'obra de maçoneria i amb cadenes cantoneres de carreus. Conserva abundants finestres gòtiques, de permòdols i d'arc conopial en diverses façanes. Les restes de la torre podrien correspondre a la meitat d'uns dels cossos de la masia, on s'observa un cadenat cantoner a mitja paret, testimoni de l'existència d'un cos inicial més reduït. Els cossos es modulen en planta baixa, pis i pis sota-coberta. No hi ha elements defensius visibles. Podria tractar-se d'un mas amb un origen en un mas-torre.
La pallissa és un edificació de planta rectangular, de pedra volcànica de la zona, teulat a dues aigües i carener perpendicular a la façana principal. D'una nau, amb dos pilars rodons de pedra aguantant el cairat de la coberta, de teules enllatades. La crugia dreta té dos nivells, tancada la planta baixa.